# Dean DeBlois
Dean DeBlois (Aylmer (Quebec), 7 juni 1970) is een Canadees filmregisseur, producent, scenarioschrijver en animator van voornamelijk animatiefilms. 
DeBlois begon zijn carrière in 1988 als assistent animator in de Hinton Animation Studios in Ottawa met de televisieserie De Wasbeertjes (originele titel: The Raccoons). In 1990 is hij afgestudeerd aan de Sheridan College in Oakville (Ontario) en ging vervolgens werken bij de Sullivan Bluth Studios van Don Bluth als ontwerper en storyboard assistent. In 1994 maakte hij de overstap naar de Walt Disney Animation Studios en werkte mee aan de films Mulan en Atlantis: De Verzonken Stad. In 2002 regisseerde DeBlois zijn eerste film Lilo & Stitch. De documentaire Heima over de IJslandse band Sigur Rós die DeBlois regisseerde in 2007 was zijn eerste niet animatiefilm. In 2008 ging DeBlois naar DreamWorks Animation waarmee hij de succesvolle animatiefilmreeks How to Train Your Dragon regisseerde.  DeBlois ontving twee Oscar-nominaties voor de films How to Train Your Dragon in 2011 en How to Train Your Dragon 2 in 2015.

## Filmografie

### Als regisseur
- 2002: Lilo & Stitch
- 2007: Heima
- 2010: How to Train Your Dragon
- 2010: Go Quiet
- 2014: How to Train Your Dragon 2
- 2019: How to Train Your Dragon: The Hidden World
- 2025: How to Train Your Dragon

### Als producent
- 2014: How to Train Your Dragon 2 (executive producer)
- 2019: How to Train Your Dragon: The Hidden World (executive producer)
- 2025: How to Train Your Dragon

### Als scenarioschrijver
- 1998: Mulan (als co-head writer)
- 2002: Lilo & Stitch
- 2003: Lilo & Stitch: The Series (2003 - 2006, 70 afleveringen)
- 2010: How to Train Your Dragon
- 2014: How to Train Your Dragon 2
- 2019: How to Train Your Dragon: The Hidden World
- 2025: How to Train Your Dragon

### Als animator
- 1989: De Wasbeertjes (als assistent, 9 afleveringen)
- 1989: The Teddy Bears' Picnic (als assistent)
- 1990: The Nutcracker Prince
- 1994: Duimelijntje
- 1994: A Troll in Central Park
- 2001: Atlantis: De Verzonken Stad